# Karl Steinkellner
Karl Steinkellner (* 17. September 1720 in Freistadt; † 10. März 1776 in Wien) war ein österreichischer Philosoph, Jesuit und Hochschullehrer.

## Leben
Über sein Leben ist wenig bekannt. Er trat 1737 oder 1738 in den Jesuitenorden ein. Seine Studien schloss er mit der Promotion zum Dr. phil. ab. Zunächst wurde er zum Professor der Rhetorik an der Theresianischen Ritterakademie in Wien ernannt. In selber Funktion wechselte er an die Universität Wien. Dort erhielt er 1759 den Ruf als ordentlicher Professor der praktischen Philosophie. In diesem Amt verblieb er bis zur Aufhebung des Jesuitenordens 1773.

## Werk
- Institutiones philosophiae moralis in usum auditorum:
  - Volumen Primum, 1. Auflage, Tattner, Wien 1758 (online); 2. Auflage, Tattner, Wien 1771 (online).
  - Volumen Secundum, 1. Auflage, Tattner, Wien 1769 (online); 2. Auflage, Tattner, Wien 1772 (online).